# Maison de l'Art nouveau
Maison de l'Art nouveau [mézon delár nuvó] (tj. Dům secese) byl dům v Paříži, v ulici Rue de Provence v 9. obvodu. Byl otevřen v říjnu 1895 pro výstavní účely.

## Historie
Původně otevřel obchodník s uměním Siegfried Bing v roce 1884 v bývalém paláci z 18. století v Rue Chauchat prodejní výstavu japonského umění. Po jejím rozšíření byl vchod na adrese 22, Rue de Provence. V roce 1894 dal Bing svou galerii přestavět. Slavnostní otevření se konalo 26. prosince 1895 (nicméně první výstava se konala v říjnu). Přestavbou byl pověřen architekt Louis Bonnier. Fasádu a vlysy provedli Victor Horta a Frank Brangwyn. Camille Lefèvre vytvořil vstupní dveře. Hôtel Bing změnil své jméno na Maison de l'Art nouveau, tj. Dům nového umění (tedy secesi). Interiéry vyzdobili malíři Albert Besnard, Édouard Vuillard, Paul Ranson a Henry van de Velde (jídelna), Maurice Denis (ložnice) a Charles Conder (budoár).
V roce 1903 se Siegfried Bing dostal do finančních potíží. Jeho japonské sbírky koupil galerista Paul Durand-Ruel a nábytek Bingův přítel Louis Majorelle. Hôtel Bing, alias Maison de l'Art nouveau byl zbořen roku 1922.